# Hanna-Karin Grensman
Hanna-Karin Kerstin Maria Grensman, ursprungligen Svensson, född 16 augusti 1979 i Västra Vrams församling i Kristianstads kommun är en svensk författare och frilansskribent.  
Grensman är filosofie magister i socialpsykologi, med magisteruppsatsen "Kroppar och sexualitet i staden".   Hon har skrivit flera böcker, däribland barnboken Peter-Alexander den store och den tillhörande handboken Att prata med barn om sexuella övergrepp. Grensman är verksam som frilansskribent och har medverkat i publikationer som tidskriften NEO, SVT debatt, Internet World och Timbros Smedjan, där hon är återkommande skribent.   Den 10 juni 2012 skrev hon bloggtexten ”Så undviker du våldtäkt i sommar” omnämnd i bland annat en artikel i Göteborgs-Posten. Hon är också en flitig debattör, bland annat i språkvårdsfrågor.
Hon grundade 2012 och är VD för kommunikationsföretaget Grensman & Grensmans AB.

## Fotnoter
1. ↑  Sveriges befolkning
1990:
Svensson, Hanna-Karin Kerstin Maria
2. ↑  Tidskriften NEO, 2013-03-26, s. 34
3. ↑  ”Arkiverade kopian”. Arkiverad från originalet den 8 april 2013. https://web.archive.org/web/20130408054919/http://magasinetneo.se/tidningen/. Läst 23 april 2013.
4. ↑  Grensman, Hanna-Karin: ”Män som inte förstår ett nej bör dömas till institutionsvård”, SVT Debatt, 2012-11-30 ”Arkiverade kopian”. Arkiverad från originalet den 5 december 2012. https://web.archive.org/web/20121205223755/http://debatt.svt.se/2012/11/30/man-som-inte-forstar-ett-nej-bor-domas-till-institutionsvard/. Läst 23 april 2013.
5. ↑  ”Myten om det skadliga internet”. Internetworld. Arkiverad från originalet den 17 april 2019. https://web.archive.org/web/20190417071836/https://internetworld.idg.se/2.1006/1.560558/myten-om-det-skadliga-internet. Läst 17 april 2019.
6. ↑  ”SMEDJAN | Myten om den otillgängliga primärvården”. Timbro. 26 mars 2019. https://timbro.se/smedjan/myten-om-den-otillgangliga-primarvarden/. Läst 17 april 2019.
7. ↑  ”SMEDJAN | Jämställdhet mäts inte i uttag av föräldrapenning”. Timbro. 13 mars 2019. https://timbro.se/smedjan/jamstalldhet-mats-inte-i-uttag-av-foraldrapenning/. Läst 17 april 2019.
8. ↑  ”Utan traditioner är julafton en vanlig jävla måndag”. Timbro. 19 december 2018. https://timbro.se/smedjan/utan-traditioner-ar-julafton-en-vanlig-javla-mandag/. Läst 17 april 2019.
9. ↑  ”SMEDJAN | Konsten att luras utan att ljuga”. Timbro. 13 januari 2019. https://timbro.se/smedjan/konsten-att-luras-utan-att-ljuga/. Läst 17 april 2019.
10. ↑  Grensman, Hanna-Karin "Så undviker du våldtäkt i sommar". Saker jag inte förstår och människor jag inte tycker om. Hämtad: 2013-05-09
11. ↑  Stenberg, Bella "Sommaren ökar motivationen" Göteborgsposten  Arkiverad 19 juli 2012 hämtat från the Wayback Machine.
12. ↑  Amiri, Parisa "Män, så här undviker ni att våldta kvinnor" Nöjesguiden
13. ↑  Hanna- Karin Grensman debatterar klarspråk på Forum för textforskning   Arkiverad 31 oktober 2019 hämtat från the Wayback Machine.
14. ↑  allabolag.se